# Catherine Lovey
Catherine Lovey (* 7. Februar 1967 im Kanton Wallis) ist eine französischsprachige Schweizer Journalistin und Schriftstellerin.

## Leben
Catherine Lovey wuchs in einem Dorf in den Walliser Alpen auf. Sie studierte am Genfer Hochschulinstitut für internationale Studien. Danach war sie als Journalistin für die Tageszeitungen 24 heures, Tribune de Genève und für das Nachrichtenmagazin L’Hebdo tätig. In Lausanne absolvierte sie ein postgraduales Studium der Kriminologie.
Seit ihrem Romandebüt 2005 hat sie drei weitere Romane, drei Theaterstücke, dazu weitere Texte in Buchform oder auf ihrem Blog veröffentlicht.
Lovey ist Mitglied des Schriftstellerverbands Autorinnen und Autoren der Schweiz (AdS).

## Auszeichnungen
- 2006: Einzelwerkpreis der Schweizerischen Schillerstiftung für L’homme interdit
- 2025: Schweizer Literaturpreis für histoire de l’homme qui ne voulait pas mourir[1]

## Werke

### Romane
- L’homme interdit. Éditions Zoé, Genf 2005.
- Cinq vivants pour un seul mort. Zoé, Genf 2007.
- Un roman russe et drôle. Zoé, Genf 2010.
- Monsieur et Madame Rivaz. Zoé, Carouge 2016.
- Histoire de l’homme qui ne voulait pas mourir. Zoé, Carouge 2024.

### Essays
- Et si – enfin – le temps n’était plus de l’argent ? Alit, Bern 2018, ISBN 978-3-907199-01-5.
  - Und wenn Zeit – endlich – nicht mehr Geld wäre? In: Das bessere Leben. Alit, Bern 2018, ISBN 978-3-03853-999-5.
- Barbares nous-mêmes ! In: Helvétique équilibre. Zoé, Chêne-Bourg 2019, ISBN 978-2-88927-653-0.
  - Selber Barbaren! Deutsch von Yves Raeber. In: Neue Schweizer Standpunkte. Im Dialog mit Carl Spitteler. Rotpunktverlag, Zürich 2019, ISBN 978-3-85869-821-6.
- Le retour enchanteur de l’infiniment petit. In: Die Zäsur. Beobachtungen und Bedenken in Zeiten der Pandemie. Alit, Bern 2020, ISBN 978-3-03853-995-7.

### Theaterstücke
- Revenantes, 2010
- Texte pour une comédienne seule, 2011
- Chute de guerrier, 2012